# Volgo-Balt 199
Die Volgo-Balt 199 war ein Fluss-Seeschiff der Volgo-Balt-Serie, welches 1976 auf der Werft Slovenske Lodenice in Komárno in der Tschechoslowakei (heute Slowakei) für die Belomorsko-Oneschskoje Parohodstwo in Leningrad gebaut wurde. Es wurde am 21. Dezember 1976 fertiggestellt. Bis 2006 wurde das Schiff unter demselben Namen in kyrillischer Schrift unter sowjetischer, russischer und grusinischer Flagge betrieben. Nach der Umflaggung bekam das Schiff den Namen in lateinischen Buchstaben.

## Untergang
Die Volgo-Balt 199 geriet am 4. Dezember 2012 im Schwarzen Meer in einem Sturm in Seenot. Gegen 7.30 Uhr morgens setzte das Schiff, das mit Kohle beladen auf dem Weg nach Antalya war, ein SOS-Signal ab, das von der türkischen Küstenwache aufgefangen wurde. Wenig später sank das Schiff vor Şile nordöstlich von Istanbul. Drei der zwölf Besatzungsmitglieder wurden gerettet. Bei der Suche prallte eins der türkischen Rettungsboote gegen einen Felsen, wobei drei Retter tödlich verunglückten.